# Larkbeare
Larkbeare – przysiółek w Anglii, w Devon. Larkbeare jest wspomniana w Domesday Book (1086) jako Laurochebere/Laurochebera.